# Estadi Petrovski
L'Estadi Petrovski (en rus: Стадион «Петровский») és un estadi multiusos de Sant Petersburg, Rússia. L'estadi va ser inaugurat el 1925, té capacitat per 20.985 espectadors i serveix, principalment, per a la pràctica del futbol. L'equip de futbol de la ciutat, el FC Zenit Sant Petersburg, juga com a local en el Petrovski.

## Història
El govern municipal de Leningrad va aprovar la construcció d'un estadi multiusos a la ciutat el 7 d'abril de 1924 i el 16 d'abril d'aquest mateix any va signar un decret amb la localització exacta del recinte. L'estadi s'erigeix al costat del riu Neva, a l'illa Petrovski, a la qual deu el seu nom actual, que es troba en el districte de Petrograd.
L'encarregat de dur a terme el disseny de l'estadi va ser l'ex atleta i enginyer txec Alois Voevodin. El projecte de construcció es va dividir en tres etapes. En la primera es van instal·lar els camps de futbol, bàsquet i la pista d'atletisme, a més de dues tribunes per donar cabuda a 2.130 i 4.500 espectadors. En la segona i tercera etapa es van preparar 450 metres de terra per a competicions de ciclisme i també es van completar els vestidors. Durant la construcció del complex esportiu, el clima va tenir un paper fonamental i el 23 de setembre va entrar a Leningrad un temporal de vent procedent del Golf de Finlàndia que va estar a prop de destruir tota l'obra.

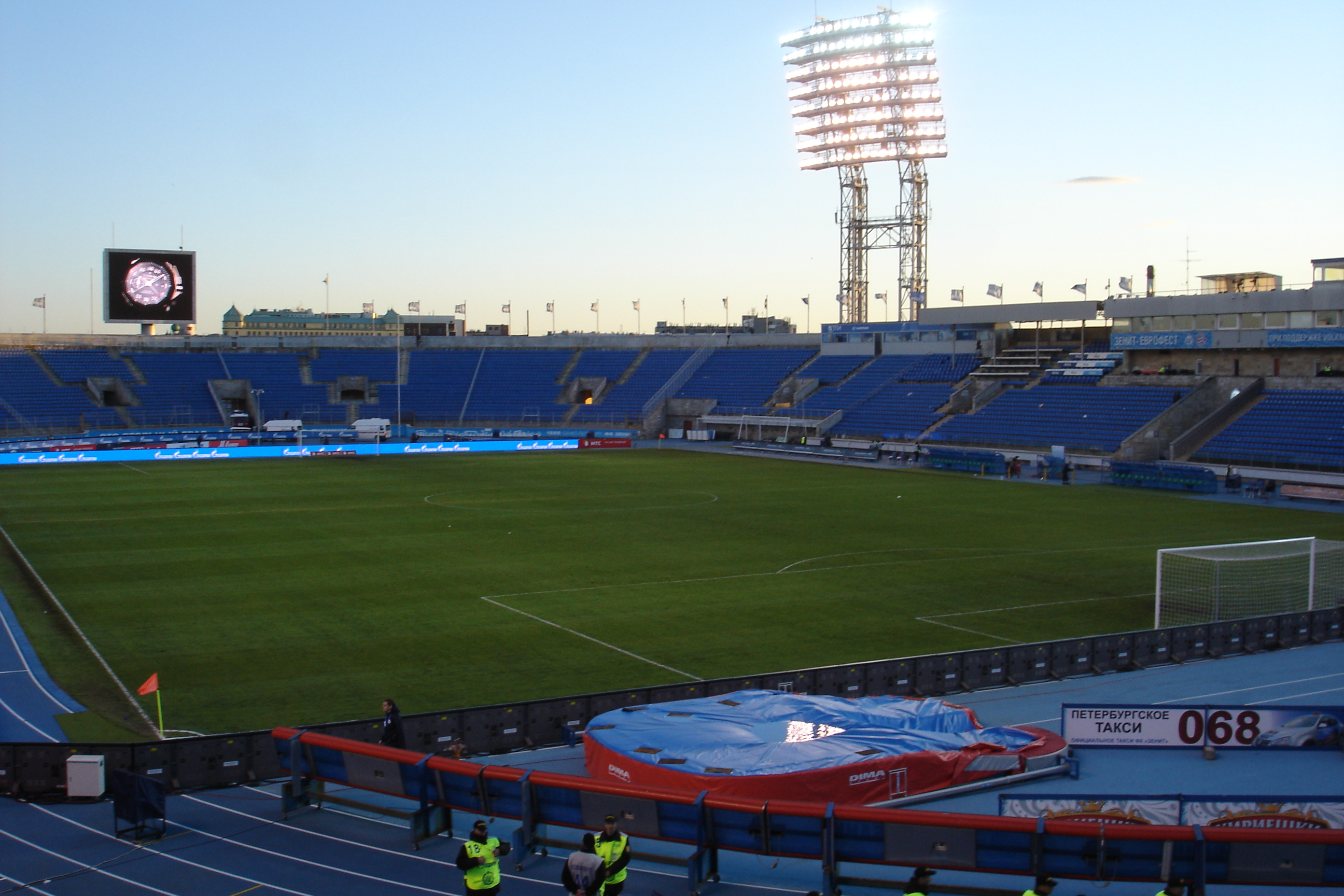
Vista de l'estadi.

L'estadi va ser inaugurat el 26 de juliol de 1925 com a Estadi Lenin, nom que va mantenir durant tota l'era soviètica fins a l'any 1992, i per a això es va celebrar un partit entre l'equip local de Leningrad i el de Jarkov. L'estadi tenia en aquell moment capacitat per 10.000 espectadors, però el 1933 es va decidir remodelar l'estadi per aconseguir les 25.000 localitats. El 30 de juny de 1937 es va disputar en aquest estadi un partit entre el Dinamo Leningrad i la selecció de futbol d'Euskadi, que es trobava a la Unió Soviètica jugant partits amistosos, i el partit va finalitzar amb empat a dos gols —l'únic partit que l'equip basc no va guanyar.
Després de la Segona Guerra Mundial l'estadi va haver de ser reconstruït gairebé íntegrament, i el govern municipal va projectar la reconstrucció de l'estadi amb una capacitat de 100.000 espectadors. L'Estadi S. M. Kirov, a l'illa Krestovski, en aquest moment va passar a ser el principal estadi de Sant Petersburg. La reconstrucció del Petrovski va ser dissenyada pels arquitectes Nikolay Baranov, Oleg Guryev i Viktor Fromzel que incloïa un centre esportiu amb cinc gimnasos, nous vestidors i la instal·lació de la pista d'atletisme sintètica, la qual cosa convertia a l'estadi en un dels principals centres atlètics de la Unió Soviètica. No obstant això, en futbol era utilitzat per equips reserva o clubs de Sant Petersburg de segona divisió, com el Dinamo.
L'estadi també va ser remodelat pels Jocs Olímpics de Moscou de 1980, obra duta a terme pels arquitectes Stanislav Odnovalov i Nina Balazh. Les noves millores estaven centrades en el sistema de drenatge de la gespa, la construcció de llotges vip i nous equips d'il·luminació. A més d'atletisme, entre 1960 i 1980 a l'illa Petrovski es van disputar partits de rugbi, hoquei sobre gel i hoquei sobre herba. El 1992 va rebre el seu nom actual i va ser seu dels Goodwill Games el 1994. Un any després es va instal·lar el sistema de calefacció en la gespa i en les graderies es van col·locar seients de plàstic, la qual cosa va reduir la capacitat de l'estadi a 21.725 localitats, en comptes de les 30.000 que podia acollir anteriorment.

## Instal·lacions annexes
L'estadi Petrovski es troba en un complex esportiu que compta amb més recintes esportius. Un d'ells és el Petit estadi Petrovski, construït el 1994 i amb una capacitat de 2.809 espectadors. Aquest petit recinte és utilitzat pel Petrotrest Sant Petersburg i el Karelia Petrozavodsk, així com l'equip reserva del Zenit.

## Galeria d'imatges

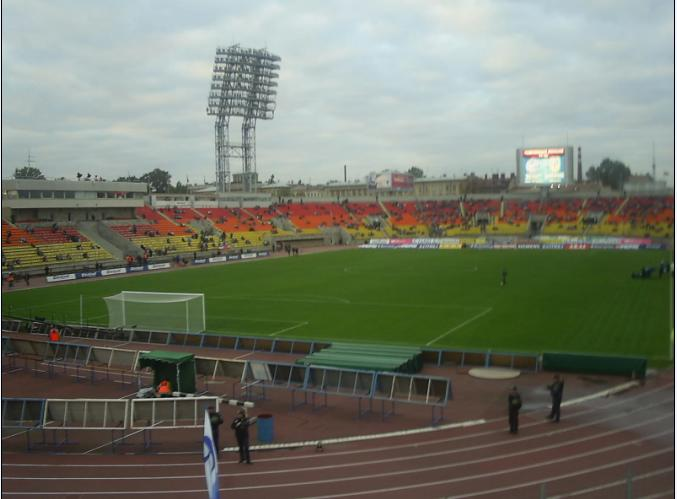
Interior de l'estadi.
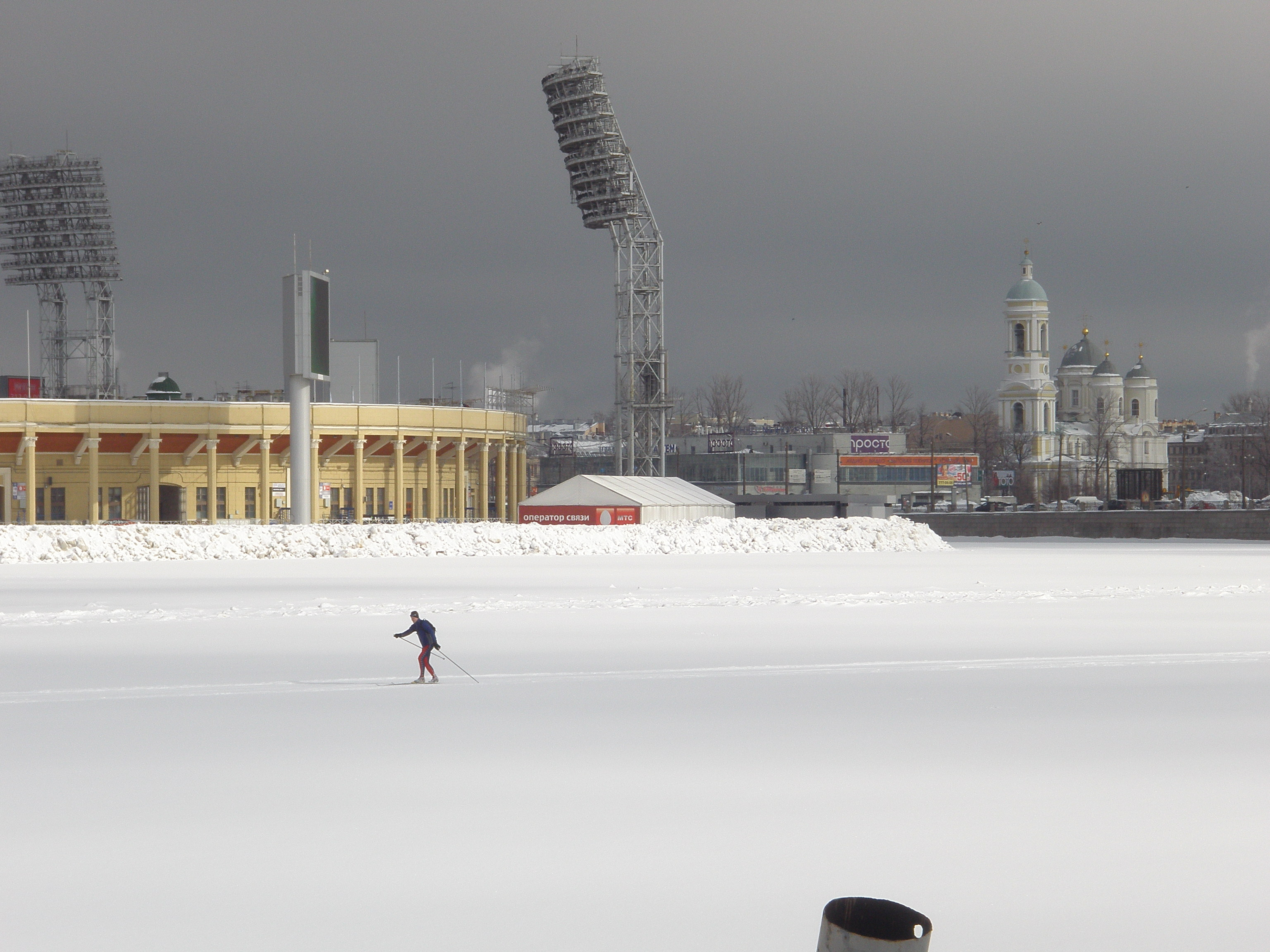
Nevades a l'estadi Petrovski.
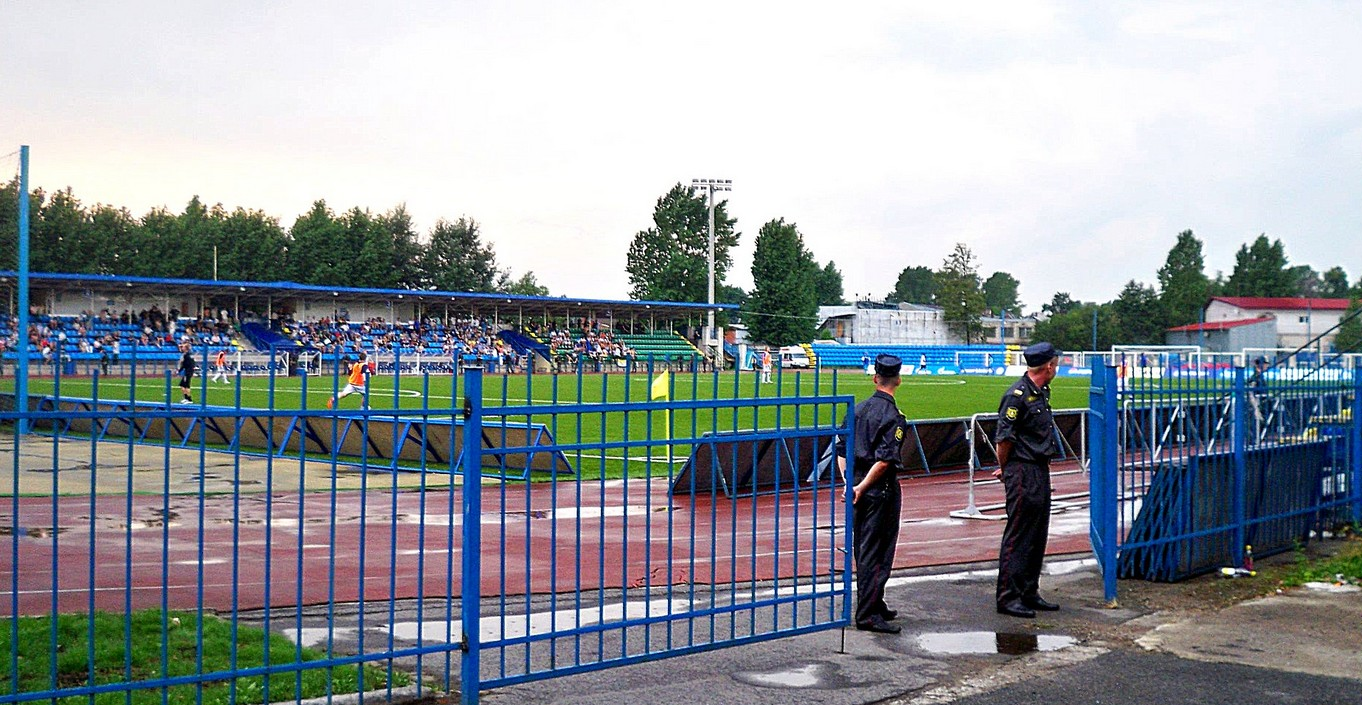
Petit estadi Petrovski.